# دانيال فولونير
دانيال فولونير (1 يناير 1994 بساير في سويسرا - ) هو لاعب كرة قدم سويسري في مركز الهجوم. لعب مع نادي سيون.

## روابط خارجية
- دانيال فولونير على موقع قاعدة بيانات كرة القدم.إي يو (الإنجليزية)
- دانيال فولونير على موقع Soccerway.com (الإنجليزية)
- دانيال فولونير على موقع عالم كرة القدم.نت (الإنجليزية)
- دانيال فولونير على موقع AS.com (الإسبانية)